# Goffredo Wals
Goffredo Wals ou Gottfried Wals dit aussi Goffredo Tedesco,, né en 1595 probablement à Cologne et mort en 1638 en Calabre, est un peintre et graveur allemand.
Artiste du mouvement baroque, il est réputé pour ses paysages peints en petits formats, parfois sur cuivre.

## Biographie
On sait très peu de choses sur Goffredo Wals. Il naît probablement à Cologne et a vécu dans plusieurs villes italiennes, dont Naples, Rome et Gênes. À Naples, il colorie des « papiers imprimés ». Il arrive à Rome aux environs de 1615, où il est assistant du peintre Agostino Tassi, qu'il aide dans ses ouvrages à l'huile. À l'automne 1616, Tassi l'agresse à coup de bâton et finit en prison après que Wals a porté plainte contre lui. En 1617, Wals habite avec le peintre de figures Massimo Stanzione près de la Porta Santo Spirito dans le quartier du Trastevere. En 1620, Goffredo Wals se trouve toujours à Rome où il a comme élève le Lorrain. En 1623, il réside à Gênes où il a Antonio Travi comme élève.
Il est possible qu'il trouve la mort durant le tremblement de terre calabrais du 27-28 mars 1638 qui fait plus de 10 000 victimes.
Wals est influencé par Adam Elsheimer. Suivant son exemple, il exécute des peintures de paysages sur cuivre de petit format, d'une grande délicatesse, dans lesquelles « les chaudes tonalités de l'atmosphère romaine sont observées avec acuité, très certainement par l'intermédiaire d'études sur le motif ». Cet aspect de son œuvre influença très certainement Claude Lorrain.

## Œuvres
- Paysage avec figures pastorales, vers 1616, tondo, Oxfordshire, Ashmolean Museum.
- Paysage du repos pendant la fuite en Égypte, 1619, huile sur cuivre, 24,5 × 34,6 cm, Tokyo, musée national de l'Art occidental.
- Paysage avec route près d'une maison, vers 1620, tondo, 23,5 cm, Fort Worth, Kimbell Art Museum. Une autre version mesurant 24,5 cm est conservée à Cambridge au Fitzwilliam Museum.
- Maison en montage, vers 1623, huile sur cuivre, tondo, 23,5 cm, Brême, Kunsthalle.
- Paysage avec le Christ et saint Jean-Baptiste, vers 1625-1638, tondo, 29 cm, Édimbourg, Galerie nationale d'Écosse.
- Les Murs de Rome, Londres, National Gallery.

Œuvres de Goffredo Wals
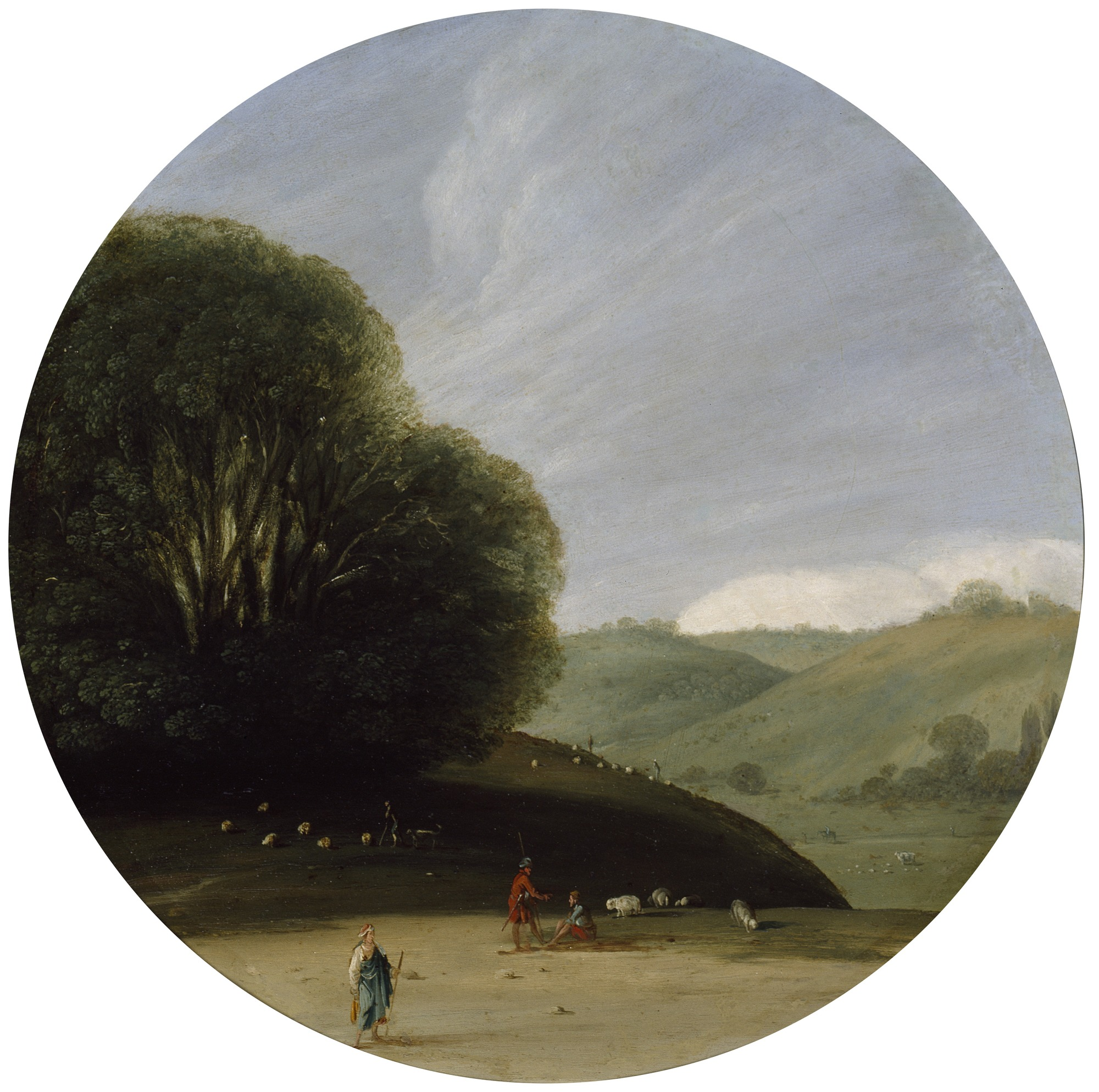
Paysage pastoral (vers 1616), Oxford, Ashmolean Museum.
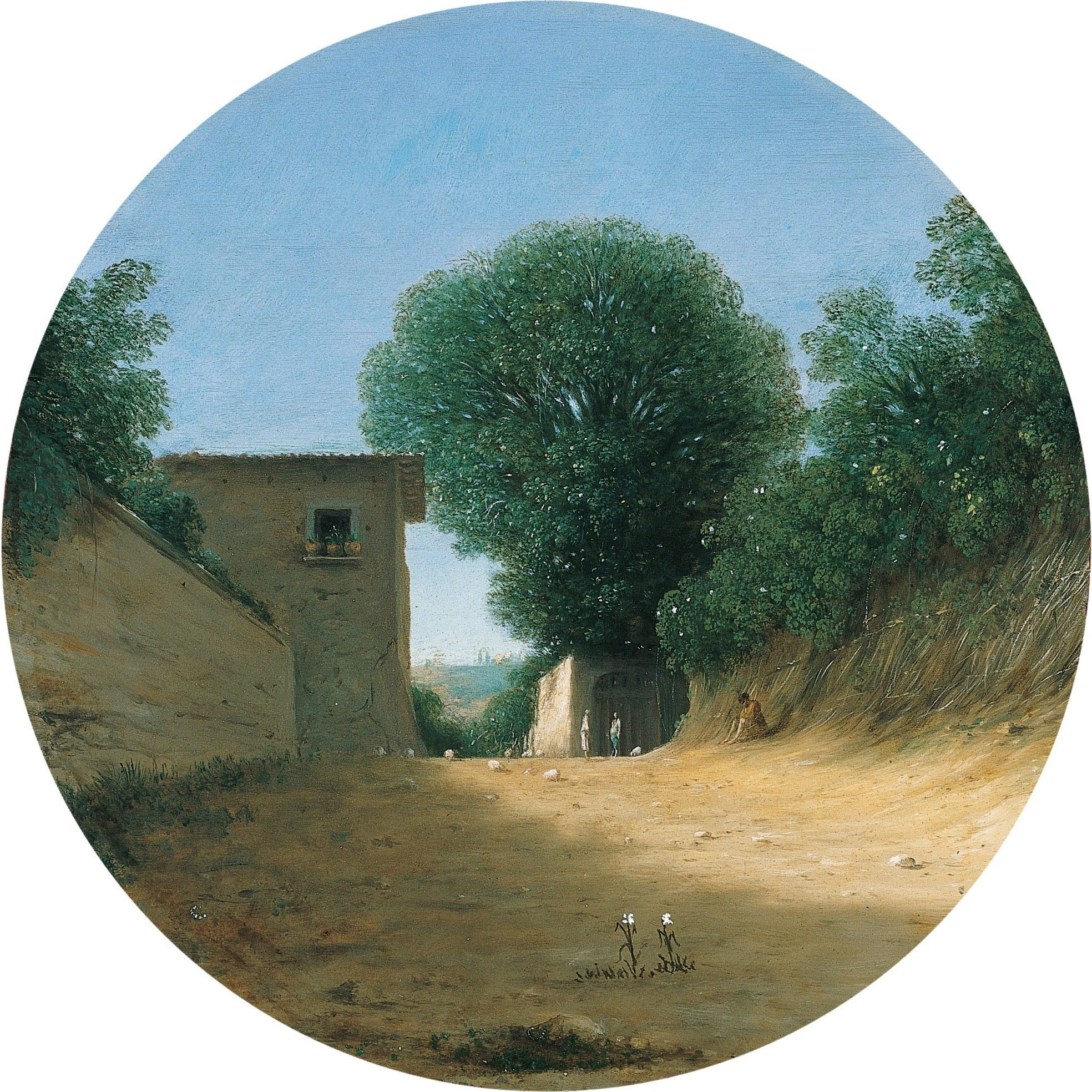
Route de campagne près d'une maison (années 1620), Fort Worth, musée d'Art Kimbell.
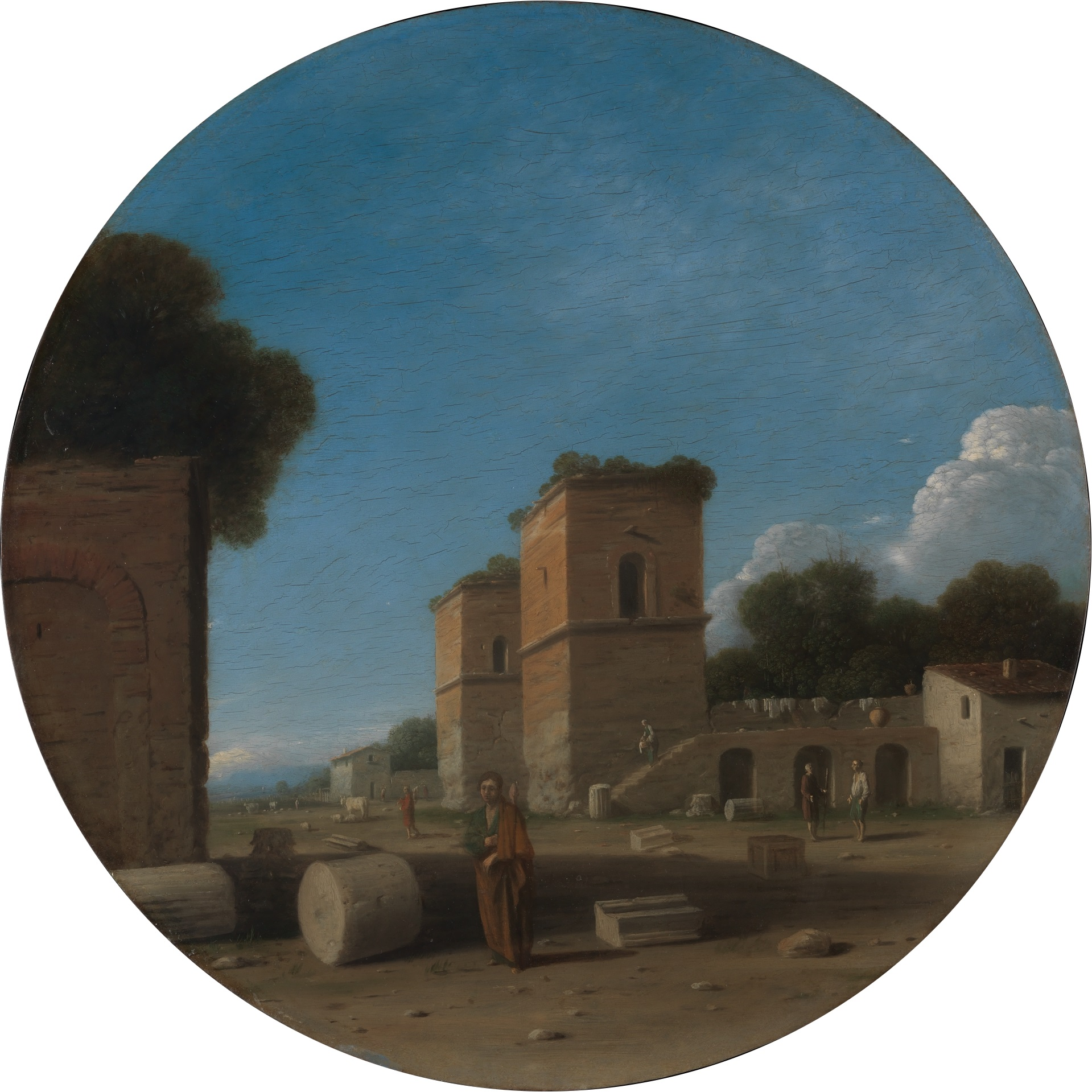
Personnages dans un paysage romain (vers 1625-1638), New York, Metropolitan Museum of Art.
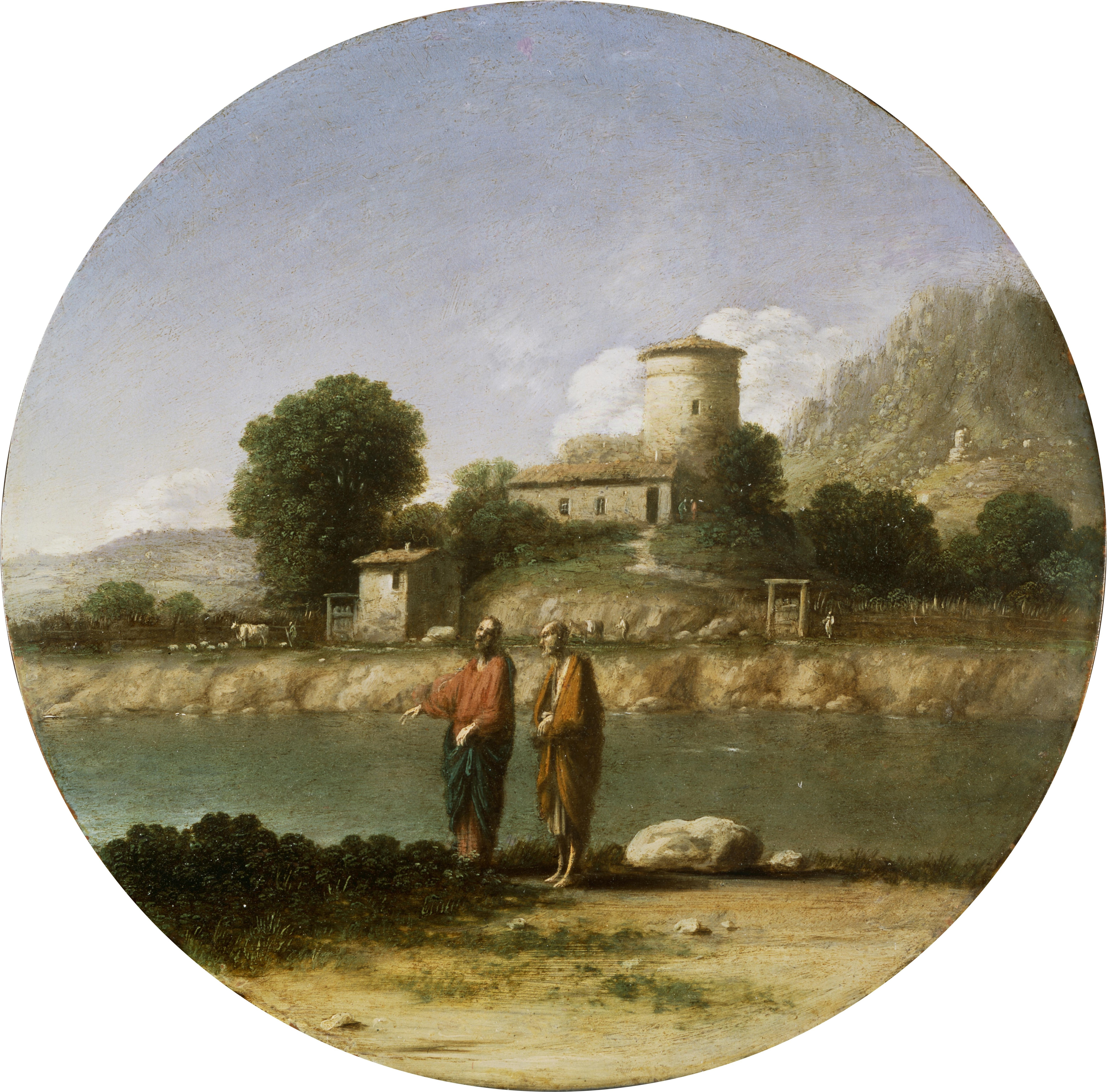
Paysage avec le Christ et saint Jean-Baptiste (1638), Édimbourg, Galerie nationale d'Écosse.